# Gymnopleurus aenescens
Gymnopleurus aenescens là một loài bọ cánh cứng trong họ Bọ hung (Scarabaeidae).